# Trofeul Carpați (handbal feminin)
Trofeul Carpați la handbal feminin este o competiție amicală de handbal rezervată senioarelor organizată de Federația Română de Handbal și la care participă, pe bază de invitație, diverse selecționate naționale. „Trofeul Carpați” este un turneu periodic, înscris în calendarul Federației Internaționale de Handbal.

## Istoric
Prima ediție a competiției a avut loc în 1959, la inițiativa lui Lucian Grigorescu, președintele FRH de la acea vreme, și s-a numit mai întâi „Cupa Orașului București”. La această ediție au luat parte echipe de club și selecționate ale orașelor, nu echipe naționale. Începând cu a treia ediție, turneul și-a schimbat numele în „Trofeul Carpați”.
Până în 1967, la competiție au participat în proporție covârșitoare selecționate ale unor orașe sau chiar provincii, dar în spatele acestora se ascundeau de multe ori selecționate naționale. De-a lungul anilor, „Trofeul Carpați” s-a desfășurat cu precădere spre sfârșitul sezoanelor competiționale, în lunile octombrie-decembrie. Din cauza programului încărcat și suprapunerii cu campionatele mondiale și europene însă, ediția din 2013 a fost mutată în luna martie.

## Structura turneului
În octombrie 2024, „Trofeul Carpați” a ajuns la a 54-a ediție. Competiția nu are un format precis, de-a lungul anilor participând un număr variabil de echipe. Mai mult, la primele ediții nu au participat echipe naționale, ci echipe de club sau selecționate ale orașelor. Cea mai numeroasă participare s-a înregistrat la edițiile a 10-a, din 1969, a 11-a, din 1970, și 35-a, din 2000, când la turneu au luat parte opt echipe naționale. Cu toate acestea, în ultimii ani s-a menținut un format în patru echipe, compus din două selecționate naționale ale României, denumite România A și România B, precum și alte două echipe naționale invitate.

## Ediții
| An           | Oraș gazdă                   |              | Clasament final   | Clasament final     | Clasament final     | Clasament final     | Clasament final     | Clasament final   | Clasament final   | Clasament final |
| An           | Oraș gazdă                   | Aur          | Argint            | Bronz               | Locul 4             | Locul 5             | Locul 6             | Locul 7           | Locul 8           |                 |
| ------------ | ---------------------------- | ------------ | ----------------- | ------------------- | ------------------- | ------------------- | ------------------- | ----------------- | ----------------- | --------------- |
| 2024 Detalii | Cluj-Napoca                  | · Elveția    | · Brazilia        | · Slovacia          | · România           | · Macedonia de Nord | · Turcia            |                   |                   |                 |
| 2023 Detalii | Bistrița                     | · România    | · Austria         | · Elveția           | · Portugalia        |                     |                     |                   |                   |                 |
| 2022 Detalii | Bistrița                     | · România    | · Serbia          | · Spania            | · Austria           |                     |                     |                   |                   |                 |
| 2019 Detalii | Brăila                       | · Angola     | · România A       | · Japonia           | · România B         |                     |                     |                   |                   |                 |
| 2018 Detalii | București                    | · România A  | · România B       | · Rusia             | · Serbia            |                     |                     |                   |                   |                 |
| 2017 Detalii | Craiova                      | · Polonia    | · România         | · Brazilia          | · Macedonia de Nord |                     |                     |                   |                   |                 |
| 2016 Detalii | Cluj-Napoca                  | · Ungaria    | · România A       | · Țările de Jos     | · România B         |                     |                     |                   |                   |                 |
| 2015 Detalii | Cluj-Napoca                  | · Suedia     | · România         | · Germania          | · Brazilia          |                     |                     |                   |                   |                 |
| 2013 Detalii | Craiova                      | · România A  | · Germania        | · Spania            | · România B         |                     |                     |                   |                   |                 |
| 2012 Detalii | Oradea                       | · România A  | · Ungaria         | · Ucraina           | · România B         |                     |                     |                   |                   |                 |
| 2011 Detalii | Drobeta-Turnu Severin        | · România    | · Serbia          | · Ungaria           | · Macedonia de Nord |                     |                     |                   |                   |                 |
| 2010 Detalii | Drobeta-Turnu Severin        | · România    | · Polonia         | · Ucraina           | · Macedonia de Nord |                     |                     |                   |                   |                 |
| 2008 Detalii | Cluj-Napoca                  | · România    | · Ucraina         | · Germania          | · Croația           |                     |                     |                   |                   |                 |
| 2007 Detalii | Cluj-Napoca                  | · România A  | · Spania          | · Croația           | · România B         |                     |                     |                   |                   |                 |
| 2006 Detalii | Cluj-Napoca                  | · România A  | · Coreea de Sud   | · Macedonia de Nord | · Croația           | · Serbia            | · România B         |                   |                   |                 |
| 2005 Detalii | Cluj-Napoca                  | · România    | · Slovacia        | · Croația           | · Azerbaidjan       |                     |                     |                   |                   |                 |
| 2004 Detalii | Cluj-Napoca                  | · România    | · Serbia          | · Țările de Jos     | · Germania          |                     |                     |                   |                   |                 |
| 2002 Detalii | Cluj-Napoca                  | · Ucraina    | · România         | · Rusia             | Iugoslavia          |                     |                     |                   |                   |                 |
| 2001 Detalii | Cluj-Napoca                  | · România A  | · Spania          | Iugoslavia          | · România B         | · Polonia           | · Macedonia de Nord |                   |                   |                 |
| 2000 Detalii | Cluj-Napoca, Zalău           | · Rusia      | · Ucraina         | Iugoslavia          | · Macedonia de Nord | · România A         | · România B         | · Croația         | · Țările de Jos   |                 |
| 1999 Detalii | Cluj-Napoca                  | · România    | · Croația         | · Macedonia de Nord | Iugoslavia          |                     |                     |                   |                   |                 |
| 1997 Detalii | Râmnicu Vâlcea               | · Danemarca  | · Rusia           | · Germania          | · România           |                     |                     |                   |                   |                 |
| 1996 Detalii | Arad                         | · România A  | · Croația         | · România B         | · Ungaria           |                     |                     |                   |                   |                 |
| 1995 Detalii | Oradea                       | · România    | · Rusia           | · Ucraina           | · Polonia           |                     |                     |                   |                   |                 |
| 1994 Detalii | Oradea                       | · România    | · Coreea de Sud   | · Suedia            |                     |                     |                     |                   |                   |                 |
| 1993 Detalii | Zalău, Baia Mare             | · România A  | · România B       | · Macedonia de Nord | · Statele Unite     |                     |                     |                   |                   |                 |
| 1992 Detalii | Râmnicu Vâlcea               | · România A  | · Ucraina         | · Germania          | · România B         |                     |                     |                   |                   |                 |
| 1989 Detalii | Râmnicu Vâlcea               | România      | Cehoslovacia      | · Franța            | · Turcia            |                     |                     |                   |                   |                 |
| 1988 Detalii | Târgu Mureș                  | România      | Polonia           | Bulgaria            | · Turcia            |                     |                     |                   |                   |                 |
| 1986 Detalii | Constanța                    | România      | Iugoslavia        | România B           | Bulgaria            | · Ungaria           | · Franța            |                   |                   |                 |
| 1985 Detalii | Iași                         | România      | Polonia           | România-tineret     | · Ungaria           | Bulgaria            |                     |                   |                   |                 |
| 1984 Detalii | Bacău                        | România      | · Ungaria         | Polonia             | Bulgaria            | România-tineret     |                     |                   |                   |                 |
| 1982 Detalii | Brașov                       | RDG          | România           | URSS                | · Ungaria           |                     |                     |                   |                   |                 |
| 1981 Detalii | Târgoviște                   | RDG          | URSS              | · Ungaria           | România             | Cehoslovacia        | România B           |                   |                   |                 |
| 1980 Detalii | Râmnicu Vâlcea               | RDG          | România           | URSS                | · Ungaria           | · Danemarca         | România B           |                   |                   |                 |
| 1979 Detalii | Brașov                       | România      | RDG               | Bulgaria            | URSS                | Polonia             | România B           |                   |                   |                 |
| 1978 Detalii | Brăila                       | RDG          | România           | URSS                | · Ungaria           | Iugoslavia          | România B           |                   |                   |                 |
| 1977 Detalii | Bacău                        | Iugoslavia   | România           | România B           | URSS                | Bulgaria            | · Norvegia          |                   |                   |                 |
| 1975 Detalii | București, Pitești, Ploiești | România      | RDG               | · Ungaria           | Cehoslovacia        | URSS                | România B           |                   |                   |                 |
| 1974 Detalii | Ploiești                     | România      | RDG               | Iugoslavia          | URSS                | România B           | Polonia             |                   |                   |                 |
| 1973 Detalii | Pitești                      | România      | RDG               | Iugoslavia          | · Ungaria           | URSS                | România B           |                   |                   |                 |
| 1972 Detalii | Iași                         | România      | Iugoslavia        | URSS                | · Ungaria           | RDG                 | România (tineret)   |                   |                   |                 |
| 1971 Detalii | Cluj-Napoca                  | RDG          | · Ungaria         | România             | Iugoslavia          | · Țările de Jos     | URSS                |                   |                   |                 |
| 1970 Detalii | Timișoara                    | RDG          | România           | · Ungaria           | Cehoslovacia        | URSS                | Iugoslavia          | România (tineret) | Polonia           |                 |
| 1969 Detalii | Cluj-Napoca                  | RDG          | România           | URSS                | Iugoslavia          | Cehoslovacia        | · Ungaria           | Polonia           | România (tineret) |                 |
| 1968 Detalii | București                    | RDG          | Iugoslavia        | URSS                | România             | · Ungaria           | România (tineret)   |                   |                   |                 |
| 1967 Detalii | Cluj-Napoca                  | București    | Moscova           | Iugoslavia          | Budapesta           | București-tineret   |                     |                   |                   |                 |
| 1966 Detalii | București                    | București    | Belgrad           | Moscova             | Budapesta           | București-tineret   |                     |                   |                   |                 |
| 1964 Detalii | București                    | Belgrad      | București         | București-tineret   | Moscova             |                     |                     |                   |                   |                 |
| 1963 Detalii | București                    | București    | Budapesta         | Belgrad             | București-tineret   |                     |                     |                   |                   |                 |
| 1962 Detalii | București                    | București    | București-tineret | Slavonia            | Berlin              |                     |                     |                   |                   |                 |
| 1961 Detalii | București                    | București    | Budapesta         | Belgrad             | Berlin              | București-tineret   |                     |                   |                   |                 |
| 1960 Detalii | București                    | București    | HG Copenhaga      | București-tineret   | Voivodina           | Praga               |                     |                   |                   |                 |
| 1959 Detalii | București                    | HG Copenhaga | Zagreb            | Budapesta           | Olimpia București   | București-tineret   |                     |                   |                   |                 |

- Unele ediții au fost inițial planificate, dar apoi anulate din cauza programului competițional.

## Clasamentul marcatoarelor
| An   | Nume                | Echipă            | Goluri |
| ---- | ------------------- | ----------------- | ------ |
| 2024 | Barbora Lancz       | Slovacia          | 26     |
| 2023 | Katarina Pandža     | Austria           | 26     |
| 2022 | Sorina Grozav       | România           | 19     |
| 2019 | Helena Paulo        | Angola            | 15     |
| 2019 | Andreea Popa        | România           | 15     |
| 2018 | Jelena Lavko        | Serbia            | 11     |
| 2017 | Elena Gjeorgjievska | Macedonia de Nord | 20     |
| 2016 | Anita Görbicz       | Ungaria           | 13     |
| 2015 | Cristina Neagu      | România           | 13     |
| 2013 | Nadja Nadgornaja    | Germania          | 21     |
| 2012 | Anita Görbicz       | Ungaria           | 19     |
| 2011 | Jelena Nišavić      | Serbia            | 20     |
| 2010 | Anastasia Pidpalova | Ucraina           | 26     |
| 2008 | Nina Jukopila       | Croația           | 21     |
| 2007 | Maja Kožnjak        | Croația           | 19     |
| 2006 | Cristina Neagu      | România           | 37     |
| 1995 | Mariana Târcă       | România           | 31     |
| 1992 | Mariana Târcă       | România           | 32     |
| 1973 | Rozália Soós        | România           | 19     |